# 존 브루턴
존 제라드 브루턴(영어: John Gerard Bruton, 1947년 5월 18일~2024년 2월 6일)은 아일랜드의 피너 게일 소속 정치인으로 1994년부터 1997년까지 총리를, 1990년부터 2001년까지 피너 게일의 지도자를 역임했다. 1981년부터 1987년까지 내각 직책을 맡았으며, 두 차례 재무부 장관을 역임했다. 1990년부터 1994년까지, 1997년부터 2001년까지 야당의 지도자였다. 1969년부터 2004년까지 타흐터 달러(TD)로 재직했다.
총리로 재임하는 동안 그는 무지개 연합으로 알려진 피너 게일-노동당-민주좌파당을 이끌었다. TD에서 물러난 후, 그는 2004년부터 2009년까지 주미 유럽 연합 대사직을 제안받았다.

## 생애
유니버시티 칼리지 더블린 출신이다. 1969년 6월부터 2004년 11월까지 아일랜드 하원 의원(타흐터 달러)을 지냈다. 1973년 5월 14일부터 1977년 5월 25일까지 아일랜드 의회의 산업·통상 담당 정무차관, 교육 담당 정무차관을, 1982년 12월 14일부터 1983년 12월 13일까지 아일랜드 산업·에너지부 장관을 역임했다.
1981년 6월 30일부터 1982년 3월 9일까지, 1986년 2월 14일부터 1987년 3월 10일까지 아일랜드 재무부 장관을 지냈다. 1983년 12월 13일부터 1986년 2월 14일까지 아일랜드 산업·무역·상업·관광부 장관, 1987년 1월 20일부터 1987년 3월 10일까지 아일랜드 공공 서비스부 장관을 역임했다. 1990년 11월 21일부터 2001년 2월 9일까지 피너 게일 대표를, 1994년 12월 15일부터 1997년 6월 26일까지 아일랜드의 총리(티셔흐)를 지냈다.
1990년 11월 20일부터 1994년 12월 15일까지, 1997년 6월 26일부터 2001년 2월 9일까지 아일랜드 하원(달 에런)의 원내 야당 대표를 맡았다. 2004년 11월 24일부터 2009년 10월 31일까지 미국 주재 유럽 연합 대사를 지냈다.